# مقدم الصدر (حشرات)

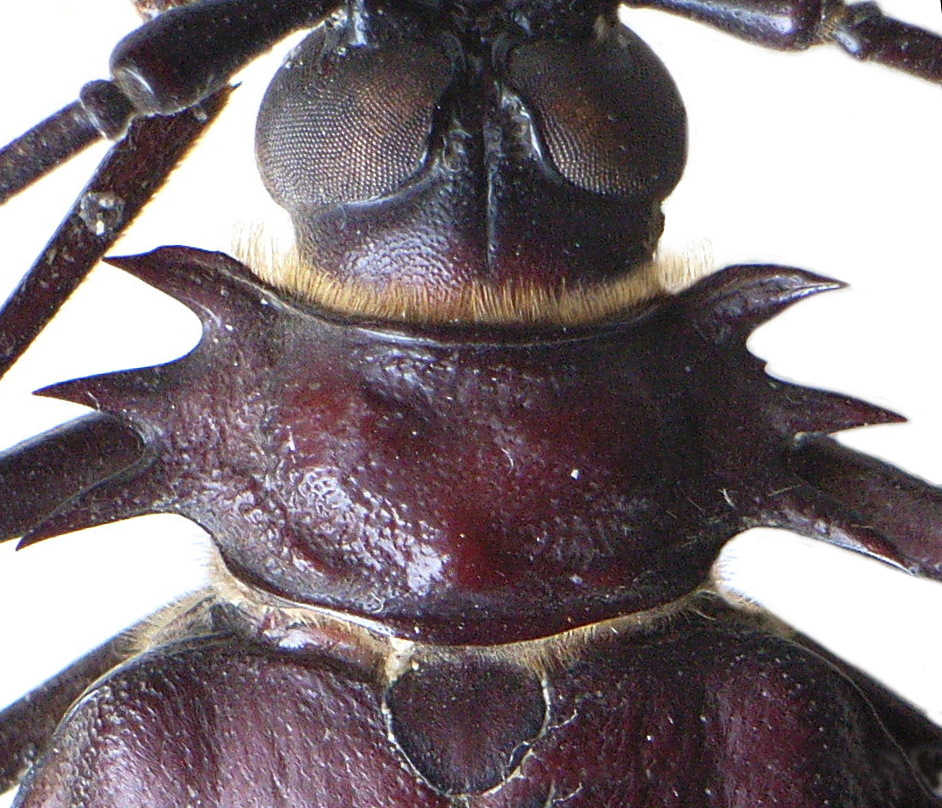
مقدم الصدر في الخنافس

مُقَدَّمُ الصَّدر أو الحَيْزُوم أو الصلبية العلوية (إسترنة) أو  عقلة الصدر الأمامي أو مُقْدِم الجَوْشَن هو الجزء الأول من الأجزاء الثلاثة في صدر الحشرة، وتحمل الزوج الأول من الأرجل. في بعض الحشرات تكون كبيرة لتكون درع يغطي الأجزاء الظهرية الباقية، كما في النطاطات ولكنها صغيرة عمومًا وغير نامية بالمقارنة بصليبيات الظهر عـٌقل الظهر التي تحمل الأجنحة. وفي الخنافس وفرس النبي وكثير من البق تكون ممتدة، وفي الصراصير يغطي درع جزء من الرأس والصدر الأوسط. وتُسمَّى الحلقة العليا من مقدم الجوشن الكَوْسَل (بالإنجليزية: Pronotum)‏ أما الجزء الوسطي الجانبي فيسمى الحِذفَار (بالإنجليزية: Prosternum)‏.